# Челлендж-лига 2020/2021
Челлендж-лига 2020/2021 — 8-й сезон Челлендж-лиги, второго дивизиона чемпионата Швейцарии по футболу, с момента её основания в 2013 году. В розыгрыше принимали участие 10 команд. Сезон стартовал 18 сентября 2020 и закончился 20 мая 2021. Начало сезона было отложено в связи Пандемией COVID-19. В прошлом сезоне никто не вылетел. В Чемпионат Швейцарии по футболу 2021/2022 (Суперлига) пробился «Грассхоппер». В Первую лигу Промоушен вылетел «Кьяссо». Всего было сыграно 180 матчей.

## Команды-участницы
Всего в лиге участвуют 10 команд. Чемпионы Челлендж-лиги 2019/2020 годов ФК «Лозанна-Спорт» и занявший второе место ФК «Вадуц» были переведены в Швейцарскую Суперлигу. Их заменили ФК «Нёвшатель Ксамакс», который перешёл в низшую лигу после того, как занял последнее место в швейцарской Суперлиге по итогам сезона 2019/2020, и ФК «Тун», проигравший стыковые матчи. Ни одна команда не была переведена в низшую лигу из-за отмены Первой лигой квалификации 2019/2020 годов, вызванной пандемией COVID-19 в Швейцарии.

### Стадионы и города
| Команда                  | Город      | Стадион                 | Вместимость |
| ------------------------ | ---------- | ----------------------- | ----------- |
| Арау                     | Арау       | Брюгглифельд            | 8,000       |
| Кьяссо (футбольный клуб) | Кьяссо     | Стадио Комунале         | 5,000       |
| Грассхоппер              | Цюрих      | Летцигрунд              | 26,104      |
| Кринс                    | Кринс      | Кляйнфельд              | 5,360       |
| Стад Лозанна Уши         | Лозанна    | Олимпик де ла Понтез    | 15,850      |
| Нёвшатель Ксамакс        | Нёвшатель  | Олимпик де ла Понтез    | 11,997      |
| Шаффхаузен               | Шаффхаузен | Вефокс Арена Шаффхаузен | 8,200       |
| Тун                      | Тун        | Стокгорн-Арена          | 10,014      |
| Виль                     | Виль       | IGP Arena               | 6,958       |
| Винтертур                | Винтертур  | Schützenwiese           | 8,550       |

1. ↑  Домашний стадион клуба «Стад Лозанна Уши» «Стаде Хуан-Антонио-Самаранч» в Лозанне не отвечает требованиям Челлендж-лиги по вместимости, поэтому клуб играет на стадионе «Олимпик де ла Понтез» в Лозанне.[1]

### Персонал и комплекты
| Команда          | Тренер              | Капитан              | Поставщик формы | Спонсор                                  |
| ---------------- | ------------------- | -------------------- | --------------- | ---------------------------------------- |
| Арау             | Стефан Келлер       | Эльсад Зверотич      | gpard           | Швейцарский Красный Крест, Credit Suisse |
| Кьяссо           | Бальдассаре Райнери | Юнес Марзук          | Macron          | Caffè Chicco d'Oro, Autoronchetti        |
| Грассхоппер      | Золтан Кадар (и.о.) | Александар Цветкович | Puma            | нет (Нет расизму)                        |
| Кринс            | Бруно Бернер        | Элия Алессандрини    | Joma            | MVM AG                                   |
| Стад Лозанна Уши | Мехо Кодро          | Анди Ложуа           | 14Fourteen      | нет                                      |
| Ксамакс          | Мартин Руэда        | Лоран Вальтер        | Erima           | Groupe E, Briq                           |
| Шаффхаузен       | Мурат Якин          | Имран Буньяку        | Puma            | Pistoleros, doc-oliday                   |
| Тун              | Карлос Бернеггер    | Никола Зуттер        | Macron          | Schneider Software AG                    |
| Виль             | Александр Фрай      | Филипп Мунтвилер     | Erima           | Planet Pure                              |
| Винтертур        | Ральф Лузе          | Давиде Калла         | gpard           | Keller, Init7                            |

### Смена тренеров
| Клуб        | Ушедший тренер      | Способ ухода | Дата ухода      | Позиция в таблице | Пришедший тренер    | Дата прихода    |
| ----------- | ------------------- | ------------ | --------------- | ----------------- | ------------------- | --------------- |
| Тун         | Марк Шнайдер        | Отставка     | 5 октября 2020  | 9-е               | Карлос Бернеггер    | 11 октября 2020 |
| Ксамакс     | Стефан Аншо         | Уволен       | 13 декабря 2020 | 9-е               | Мартин Руэда        | 13 декабря 2020 |
| Грассхоппер | Жуан Карлос Перейра | Уволен       | 5 мая 2021      | 1-е               | Золтан Кадар (и.о.) | 5 мая 2021      |

## Итоговая таблица
| М  | Команда           | И  | В  | Н  | П  | Мячи    | ±   | О  | Примечания                                                      |
| -- | ----------------- | -- | -- | -- | -- | ------- | --- | -- | --------------------------------------------------------------- |
| 1  | Грассхоппер       | 36 | 19 | 8  | 9  | 60 − 43 | +17 | 65 | Команда пробилась в Чемпионат Швейцарии по футболу 2021/2022    |
| 2  | Тун               | 36 | 19 | 7  | 10 | 57 − 46 | +11 | 64 | Команда пробилась в плей-офф, но проиграла там «Сьону»          |
| 3  | Стад Лозанна Уши  | 36 | 15 | 13 | 8  | 57 − 39 | +18 | 58 | Команда выше по дополнительным показателям                      |
| 4  | Шаффхаузен        | 36 | 16 | 10 | 10 | 59 − 46 | +13 | 58 | Команда выше по дополнительным показателям                      |
| 5  | Арау              | 36 | 17 | 7  | 12 | 66 − 59 | +7  | 58 | Команда ниже по дополнительным показателям                      |
| 6  | Винтертур         | 36 | 11 | 10 | 15 | 50 − 52 | −2  | 43 |                                                                 |
| 7  | Виль              | 36 | 10 | 9  | 17 | 43 − 52 | −9  | 39 |                                                                 |
| 8  | Кринс             | 36 | 9  | 11 | 16 | 40 − 48 | −8  | 38 |                                                                 |
| 9  | Нёвшатель Ксамакс | 36 | 10 | 6  | 20 | 36 − 58 | −22 | 36 | Команда выше по дополнительным показателям                      |
| 10 | Кьяссо            | 36 | 9  | 9  | 18 | 35 − 60 | −25 | 36 | Команда ниже по дополнительным показателям. Вылет в Первую лигу |

И — игры, В — выигрыши, Н — ничьи, П — проигрыши, Мячи — забитые и пропущенные голы, ± — разница голов, О — очки

Источник: Schweizer Challenge League.

Правила классификации: 1) очки; 2) разница мячей; 3) забитые голы; 4) разница мячей в личных встречах; 5) забитые голы на выезде; 6) ничьи.

## Награды
Лучший игрок сезона —  Азума Абубакар («Кринс»).

### Бомбардиры
| Место | Игрок            | Клуб             | Голы |
| ----- | ---------------- | ---------------- | ---- |
| 1     | Родриго Поллеро  | Шаффхаузен       | 19   |
| 2     | Филипп Стойкович | Арау             | 15   |
| 3     | Луи Мафута       | Ксамакс          | 14   |
| 3     | Иван Пртаин      | Шаффхаузен       | 14   |
| 5     | Янис Лахиуэл     | Стад Лозанна Уши | 12   |